# Cantone di Les Cabannes
Il Cantone di Les Cabannes era una divisione amministrativa dell'arrondissement di Foix.
A seguito della riforma approvata con decreto del 18 febbraio 2014, che ha avuto attuazione dopo le elezioni dipartimentali del 2015, è stato soppresso.

## Composizione
Comprendeva i comuni di:
- Albiès
- Appy
- Aston
- Aulos
- Axiat
- Bestiac
- Bouan
- Les Cabannes
- Caussou
- Caychax
- Château-Verdun
- Garanou
- Larcat
- Larnat
- Lassur
- Lordat
- Luzenac
- Pech
- Senconac
- Sinsat
- Unac
- Urs
- Vèbre
- Verdun
- Vernaux